# جوليان كاردي
جوليان كاردي (29 سبتمبر 1981 ببو في فرنسا - ) (بالفرنسية: Julien Cardy)‏ هو لاعب كرة قدم فرنسي في مركز الوسط. لعب مع نادي أرليه أفينيون ونادي تور ونادي تولوز ونادي غانغون ونادي ميتز.

## وصلات خارجية
- جوليان كاردي على موقع رابطة كرة القدم الفرنسية للمحترفين (الإنجليزية)
- جوليان كاردي على موقع قاعدة بيانات كرة القدم.إي يو (الإنجليزية)
- جوليان كاردي على موقع ليكيب (الفرنسية)
- جوليان كاردي على موقع Soccerway.com (الإنجليزية)
- جوليان كاردي على موقع AS.com (الإسبانية)